# 프리미어 바스켓볼 리그
프리미어 바스캣볼 리그(Premier Basketball League, PBL)는 미국의 농구 리그이다. 야구의 마이너 리그와 같은 개념이다. (즉, NBA가 메이저 리그 개념이라는 뜻이다.)

## 현재 팀
| 디비전                   | 팀                        | 연고지                    |
| 노스이스트               |                           |                           |
| ------------------------ | ------------------------- | ------------------------- |
| 노스이스트               | 버펄로 세븐헌드레드식서스 | 뉴욕주 버펄로             |
| 노스이스트               | 셔터쿼 헤리케인           | 뉴욕주 프레도니아         |
| 노스이스트               | 제임스타운 자칼스         | 뉴욕주 제임스타운         |
| 노스이스트               | 뉴잉글랜드 샴록스         | 매사추세츠주 보스턴       |
| 노스이스트               | 프로비던스 스카이 치프스  | 로드아일랜드주 프로비던스 |
| 노스이스트               | 로체스터 레이져샤크스     | 뉴욕주 로체스터           |
| 노스이스트               | 웨스턴 뉴욕 선더스노우    | 뉴욕주 나이아가라         |
| 미드웨스트               |                           |                           |
| 댄빌 리버호크스          | 일리노이주 댄빌           |                           |
| 그랜드래피즈 사이클론즈  | 미시간주 그랜드래피즈     |                           |
| 인디애나 디젤스          | 인디애나주 인디애나폴리스 |                           |
| 켄터키 매버릭스          | 켄터키주 오언즈버러       |                           |
| 레이크 미시건 에드미랄스 | 미시간주 세인트 조젭      |                           |
| 사우스이스트             |                           |                           |
| 캐리 인베이전            | 노스캐롤라이나주 캐리     |                           |
| 샬럿 엘리트              | 노스캐롤라이나주 샬럿     |                           |
| 더럼 레거시              | 노스캐롤라이나주 더럼     |                           |
| 헌터스빌 후프포라이프    | 노스캐롤라이나주 헌터스빌 |                           |
| 롤리 리볼트              | 노스캐롤라이나주 롤리     |                           |
| 윌밍턴 시독스            | 노스캐롤라이나주 윌밍턴   |                           |